# 梦幻战争
梦幻战争系列是方顺（上海人）的三维射击类（FPS）游戏作品。使用basic语言编写，第二代中运用了商业引擎Truevision3D。迄今共推出2代。其作品都由自己独自完成并全部免费使用。第三代预计将于2014年1月推出。

## 作品年表
- 2004年3月 梦幻战争一
- 2004年12月 梦幻战争二
- 2005年1月 梦幻战争二·贺岁版
- 2014年1月 梦幻战争三·第一章

## 作品简介

### 梦幻战争一
一款风格类似CS的射击类游戏。主角名称为winspy（作者先前开发的一款类似微软spy++的软件名）。由于人力有限，作者使用提取并使用了许多商业游戏的模型文件。因为诸多原因，这款游戏制作并不算成功。

### 梦幻战争二
游戏使用Truevision3D 6.2。该作将游戏背景设在上海地区，游戏中诸多贴图也来源于真实拍摄。游戏讲述一个叫Winspy的警察，因为表现出色，被调派到特种部队中，接受新的训练，游戏刚开始是在训练基地附近发生的一些恐怖分子袭击的事件，随着恐怖事件越来越多，和事态的发展，恐怖分子的阴谋和幕后逐渐显露出来……

### 梦幻战争二·贺岁版
剧情部分承接正传，各方面表现较前作更为优秀。但在情节上更为戏荒诞。并有一个由大学生组建的乐队免费提供了数首背景音乐。

### 梦幻战争三·第一章
使用UDK引擎开发，从2005年开始筹划，一直到2014年1月份完成，期间失败了4次，游戏描述一个程序员因为老板要求在春节前完成《梦幻战争》的单机游戏加班，然后睡着进入了自己的梦境，原本主角以为自己在做清醒梦，能想到什么就实现什么，但随着进入深层次的梦境——一个由自己潜意识控制的梦境世界，主角的处境越来越糟糕，主角必须与自己的潜意识做斗争，才能从梦境中脱离出来！但当玩家摆脱梦境世界，回到现实世界时……又有了惊人的发现……

## 各方观点
绝大部分玩家认为这种勇气和精神值得嘉奖，也有部分专业人士认为这样包揽所有制作项目的行为有违于「社会大分工」，是一种原始手工式生产活动，不值得提倡。但就游戏制作本身而言，游戏赞扬声占优势。
以下是来自百度贴吧中骨灰级玩家的评论：
梦幻战争Ⅰ地图也就是CS的沙漠Ⅰ~画面模糊.弹药无限...任务剧情专门救公主的~主人公很有幽默感...难度超大！ 个人评分：★☆
梦幻战争Ⅱ比第一部强大很多~主要是BUG很多...弹壳还能悬在半空中~这是常见的...地图多样化~关卡很多又能存档这是一个优点！就是存档再读档只能从某一关从头开始.想到那个抢银行的那一关很给力！各种敌人各种补给~ 个人评分：★★★
后来梦幻战争Ⅱ贺岁版出现了~新增很多NPC...跟梦幻战争Ⅱ没有什么差~BUG也比较少...各关卡补给有点少，我们善用这种特性以节省弹药~后来结局也很有趣！很赞~我还记得有一关一个车子挤10多个土匪有点夸张~ 个人评分：★★★★
这次听说又有个梦幻战争Ⅲ~让我等了很久！！！画面比前个版本高4~5倍~花了作者8~9年！
也增加不少武器...值得期待！

## 作者目前进度
以下来自梦幻战争贴吧作者的话：
梦幻战争III预期是7个游戏关卡+1个剧情关卡+2段微电影
现在更改为：7个游戏关卡+1个剧情关卡+1个恶搞关卡+2段微电影

目前的进度是：
7个游戏关卡已完成
1个剧情关卡，不满意，打算重新做
1个恶搞关卡，原先的设想是做一个贴近我们生活的恶搞关卡（无战斗模式），目前还在思考是否需要增加这么个关卡。
2段微电影，完成游戏结束的微电影拍摄，游戏开场的微电影拍了好几天，仍然无法满意，打算下周重拍开场的部分。

另外，游戏的暂停菜单需要替换、武器系统还要修改。

按照目前的进度来看，游戏是要延期了……至于什么时候能完工，目前还不好说。